# Bolszegabdinowo
Bolszegabdinowo (ros. Большегабдиново) – wieś (dieriewnia) w Rosji, w Baszkortostanie, w rejonie abzieliłowskim. W 2010 liczyła 180 mieszkańców.